# Bergsjön (Tiveds socken, Västergötland)
Bergsjön är en sjö i Laxå kommun i Västergötland och ingår i Motala ströms huvudavrinningsområde. Sjön är 14 meter djup, har en yta på 0,031 kvadratkilometer och är belägen 161 meter över havet.